# Etterby
Etterby is een voormalig dorp in het Engelse graafschap Cumbria. Tegenwoordig valt het als buitenwijk van Carlisle onder het district City of Carlisle.
Drie rijtjeshuizen uit de dertiger jaren van de negentiende eeuw staan op de Britse monumentenlijst. Hetzelfde geldt voor de 'Redfern Inn', in 1938 genoemd naar de architect Henry Redfern die het bouwde.